# Амији (Сена и Марна)
Амији (фр. Amillis) је насељено место у Француској у региону Париски регион, у департману Сена и Марна.
По подацима из 2011. године у општини је живело 781 становника, а густина насељености је износила 38,93 становника/km².

## Демографија
| 1962. | 1968. | 1975. | 1982. | 1990. | 2011. |
| ----- | ----- | ----- | ----- | ----- | ----- |
| 562   | 537   | 555   | 507   | 609   | 781   |